# Canal adyacente
En Radiodifusión un canal adyacente es un canal de  AM, FM o  TV  que está próximo a otro  canal. En primer canal adyacente es el que está inmediatamente al lado de otro canal, el segundo adyacente es el que está a dos canales de distancia, y así sucesivamente. La información sobre los canales adyacentes se utiliza para impedir que dos estaciones colindantes (adyacentes) se interfieran la una con la otra.  Ver interferencia de canal adyacente .

## Interferencia de canal adyacente
La interferencia de canal adyacente es una  interferencia causada por restos espurios de una radiación electromagnética de un canal adyacente. Una ACI puede ser causada por un filtrado insuficiente (como el filtrado incompleto de productos modulación no deseado en sistemas de modulación de frecuencia ), por una  sintonización incorrecta o por un control de frecuencia incorrecto (en el canal de recepción, en el canal emisor de la interferencia o en ambos). Resumiendo: la señal de B sufre una distorsión de intermodulación con fugas de señal en frecuencias adyacentes. que pasa a través de amplificadores de entrada RF del receptor A, que deja pasar algunas emisiones de canal de B, debido al flanco de atenuación de los filtros de recepción de A, en principio esos  filtros  selectivos están diseñados para "dejar pasar" únicamente unos canales determinados.